# ECアヴェニダ
エスポルチ・クルーベ・アヴェニダ（ポーランド語: Esporte Clube Avenida）は、ブラジル・リオグランデ・ド・スル州サンタ・クルス・ド・スルを本拠地とするサッカークラブ。

## 歴史
1944年1月6日設立。ライバルのFCサンタクルスとの合併話が1960年代に持ち上がりアソシアソン・サンタ・クルス・ド・フチボウとなる計画があったが、資金的な問題により失敗、現在に至るまで両クラブは独立して存在している。1990年から1997年にかけてはサッカー部が閉鎖されていた。2000年と2001年にカンピオナート・ガウショに参戦した。

## スタジアム
本拠地はエスタジオ・ドス・エウカリプトス。収容人数は3000人。

## タイトル
- カンピオナート・ガウショ・セリエA2: 2011

## 歴代所属選手
- ボリヴァール・モドゥアウド・ゲデス 1991
- ディビス・チャゴ・サントス・ダ・シルバ 2011-12
- エリエジオ・サントス・サンタナ 2012